# Villageriz
Villageriz es un municipio y localidad española de la comarca de Benavente y Los Valles, en la provincia de Zamora.
Tiene una superficie de 7,18 km² y, según datos del INE, en 2023 cuenta con una población de 60 habitantes.

## Geografía física

### Ubicación
Villageriz se encuentra ubicado al norte de la provincia de Zamora y de la comarca de Benavente y Los Valles, sobre una ladera de las estribaciones de la sierra de Carpurias, desde la que se domina una gran parte del valle que le da nombre. Pertenece a la comarca de Benavente y Los Valles, encontrándose situada a unos 32 km de Benavente y a 91 km de Zamora, la capital provincial.
| Noroeste: San Esteban de Nogales | Norte: San Esteban de Nogales-Alcubilla de Nogales | Noreste: Alcubilla de Nogales    |
| Oeste: Fuente Encalada           |                                                    | Este: Arrabalde                  |
| Suroeste: Fuente Encalada        | Sur: Santibáñez de Vidriales                       | Sureste: Arrabalde-Villaferrueña |

### Orografía
Villageriz cuenta con una orografía peculiar y de contrastes, condicionada por la presencia en su término de una parte de la sierra de Carpurias y de una parte del valle de Vidriales, lo que da lugar a la existencia de un bello paisaje.

## Historia
En la Edad Media, el territorio en el que se asienta la localidad quedó integrado en el Reino de León, cuyos monarcas habrían emprendido la fundación del pueblo.
Posteriormente, en la Edad Moderna, Villageriz fue una de las localidades que se integraron en la provincia de las Tierras del conde de Benavente y dentro de esta en la Merindad de Vidriales y la receptoría de Benavente.
No obstante, al reestructurarse las provincias y crearse las actuales en 1833, la localidad pasó a formar parte de la provincia de Zamora, dentro de la Región Leonesa, quedando integrada en 1834 en el partido judicial de Benavente.

## Geografía humana

### Demografía
Cuenta con una población de 64 habitantes (INE 2024).
| Gráfica de evolución demográfica de Villageriz entre 1842 y 2021                                                                                                |
| |
| Población de derecho según los censos de población del INE Población de hecho según los censos de población del INEEn este censo se denominaba Villajeriz: 1842 |

| 77            | 74 | 70 | 53 | 52 | 48 | 60 |
| (Fuente: INE) |    |    |    |    |    |    |

### Economía
Su economía ha estado tradicionalmente vinculada con la agricultura y la ganadería. En la actualidad, su escaso censo municipal está formado en su mayor parte por vecinos que superan los sesenta años de edad, por lo que los servicios municipales del ayuntamiento se sustenta con las rentas percibidas del parque eólico Las Labradas.

## Patrimonio

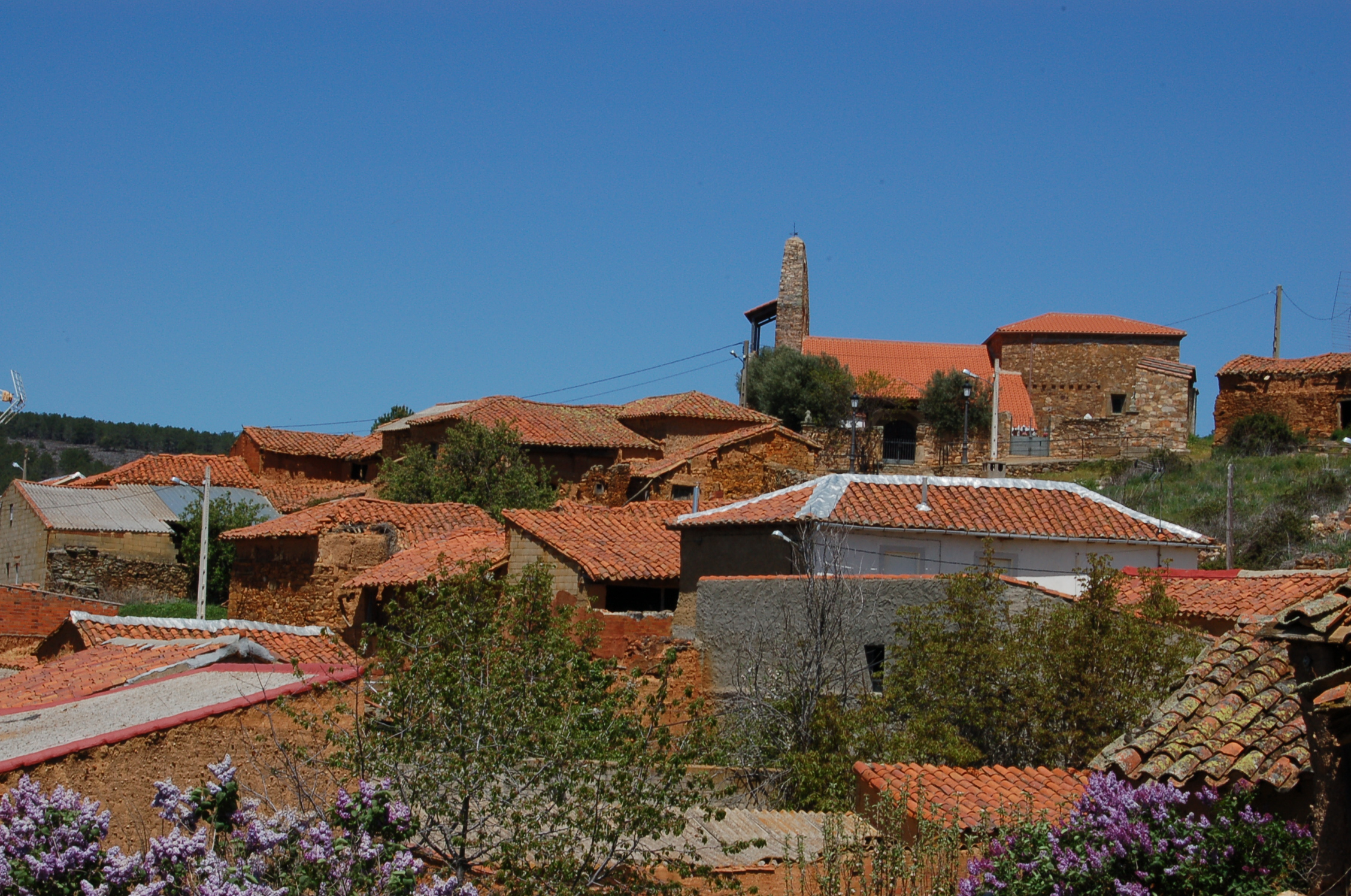
Vista general.

Cuenta con un núcleo urbano en el que convive la arquitectura tradicional de piedra y adobe, junto con las nuevas y modernas construcciones. De su caserío, destaca la iglesia parroquial de San Pedro, restaurada en el año 2009, lo que ha permitido encontrar alguna viga de sustentación que está fechada en el siglo XV.

## Fiestas
La fiesta principal es la de San Pedro, patrón de la localidad, celebrada en el segundo fin de semana de julio por haber sido trasladada desde su fecha original del 29 de junio. Otra de las fiestas grandes es San Antonio, el 13 de junio.